# Les Adieux à la reine
Cet article concerne le roman. Pour le film inspiré de ce livre, voir Les Adieux à la reine (film).
Les Adieux à la reine est un roman de Chantal Thomas publié le 28 août 2002 aux éditions du Seuil et ayant reçu le prix Femina la même année.
L'oeuvre a été adaptée au cinéma sous le même titre en 2012 par Benoît Jacquot.

## Écriture du roman
Pour ce roman, Chantal Thomas s'inspire de la pièce en cinq actes de Gabriel Brizard Les Imitateurs de Charles IX ou les Conspirateurs foudroyés[réf. nécessaire] parue en 1790.

## Résumé
Ce roman met en scène Marie-Antoinette et son entourage au début de la Révolution française, selon le point de vue de l'une de ses lectrices, Agathe-Sidonie Laborde. Les courtisans présents à Versailles quittent le lieu en entendant les rumeurs sur la prise de la Bastille et laissent donc le couple royal presque seul.

## Protagonistes
Les protagonistes sont présentés par ordre d’apparition dans le roman :
- Agathe-Sidonie Laborde, lectrice-adjointe de la reine, protagoniste principale ;
- Monsieur de Montdragon, maître d'hôtel ordinaire de la cour ;
- Monsieur de Laroche, capitaine-gardien de la ménagerie de Versailles ;
- Honorine Aubert, première femme de chambre de madame de La Tour du Pin ;
- Jacob-Nicolas Moreau, historiographe de France ;
- La comtesse Diane de Polignac ;
- Le duc de Polignac, frère de Diane ;
- Gabrielle de Polignac, favorite de la reine, femme du duc de Polignac ;
- Henriette Campan, première femme de chambre de la reine ;
- Madame de Rochereuil, porte-chaise d'affaires de la reine ;
- Monsieur de Castelnaux, « l'amoureux de la reine » ;
- Le prince de Ligne ;
- Le comte de Vaudreuil ;
- Le duc de Coigny ;
- L'abbé Cornu de La Balivière, aumônier ordinaire du roi ;
- Madame de Gramont, fille de Gabrielle et Jules de Polignac.

## Éditions
- Éditions du Seuil, 2002,  (ISBN 2020414775)
- Collection Points, no P1128, éditions du Seuil, 2003  (ISBN 978-2020617093)

## Adaptation au cinéma
Le roman de Chantal Thomas a été adapté au cinéma sous le titre Les Adieux à la reine par Benoît Jacquot en 2012.

## Traductions
Le roman Les Adieux à la reine a été traduit en anglais, en allemand, en espagnol, en italien, en néerlandais, en bosnien et en japonais.